# Anisozyga pieroides
Anisozyga pieroides là một loài bướm đêm trong họ Geometridae.